# パヴェウ・ボフニェヴィチ
パヴェウ・ピオトル・ボフニェヴィチ（Paweł Piotr Bochniewicz、1996年1月30日 - ）は、ポーランド・ポトカルパチェ県デンビツァ出身のサッカー選手。SCヘーレンフェーン所属。ポジションはDF。ポーランド代表。

## クラブ経歴
ポーランド下部リーグのヴィスウォカ・デンビツァとFKSスタル・ミエレツの下部組織でサッカーを始めると、2012年にイタリアのレッジーナ1914にスカウトされ、16歳でイタリアへと渡った。それから2年後の2014年3月22日、セリエBのエンポリFC戦にて途中交代でトップチームデビューを果たした。このデビューシーズン、19歳にしてイタリア2部の舞台で11試合に出場し、イタリアトップクラブの注目を集めた。
2014年6月6日、セリエAのウディネーゼ・カルチョに移籍した。
2018年1月20日、エクストラクラサに在籍するグールニク・ザブジェに1シーズン半の契約でレンタルされた。この1年半をレギュラーとして活躍すると、2019年7月にグールニク・ザブジェ側が買い取りオプションを行使し、完全移籍が決まった。
2020年9月10日、エールディヴィジのSCヘーレンフェーンと3年契約を結んだ。同月12日のヴィレムII戦でデビューすると、早速ゴールを挙げた。

## 代表経歴
2020年10月7日、フィンランド代表との国際親善試合でポーランドA代表デビュー。